# ديزري-ماغلوار بورنفيل
ديزري-ماغلوار بورنفيل (بالفرنسية: Désiré-Magloire Bourneville)‏‏ (20 أكتوبر 1840 - 28 مايو 1909) هو طَبيب أعصاب فرنسي. يُعتبر أول من وصفَ مرض التصلب الحَدَبي عام 1880، وأطلقَ عليه اسم «التصلب الحَدبي لتلافيف المخ» (Sclérose tubéreuse des circonvolutions cérébrales).